# وداعا كارمن
وداعا كارمن فيلم دراما مغربي من إخراج محمد أمين بنعمراوي سنة 2013، وبطولة كل من أمان الله بن الجيلالي، بولينا جالفيز، سعيد مارسي، نوميديا لحميدي، أنس عبد الله، يسرا طارق، خوان إستليتش، وغيرهم.

## القصة
يحكي الفيلم قصة الطفل «عمّار» الذي يسكن برفقة خاله المتسلط في بلدة ريفية، متجرعاً سوء المعاملة من جهة خاله وأقرانه، والعزلة والحنين إلى حضن أمه المهاجرة إلى أوروبا مع زوجها الثاني.
وفي جوار «عمار» تقيم شابة إسبانية تدعى «كارمن»، صحبة شقيقها، وهما يديران قاعة للسينما. وتنمو علاقة صداقة وتعاطف بين الإسبانية والطفل، فتفتح كارمن لعمّار باب السينما، تلك القاعة المظلمة التي تحلق بـ«عمّار» في سماوات الحلم والدهشة.

## جوائز
حاز الفيلم على الجائزة الكبرى للدورة الخامسة لمهرجان الداخلة الدولي السينمائي. كما تُوّج بجائزة العمل الأول في المهرجان الوطني للفيلم بطنجة.
وفاز أيضا بجائزة الجمهور في مهرجان البحر الأبيض المتوسط السينمائي الرابع عشر في بروكسل سنة 2014، كما نال شهادة تقدير وتنويه خاص من قبل لجنة تحكيم دولية في دبي ضمن مهرجان دبي السينمائي الدولي في دورته العاشرة.

## روابط خارجية
- وداعا كارمن على موقع IMDb (الإنجليزية)
- وداعا كارمن على موقع قاعدة بيانات الأفلام العربية
- وداعا كارمن على موقع Turner Classic Movies (الإنجليزية)
- وداعا كارمن على موقع قاعدة بيانات الفيلم (الإنجليزية)
- وداعا كارمن على موقع ليتربوكسد (الإنجليزية)
- وداعا كارمن على موقع كينوبويسك (الروسية)